# SETA (organisation)
Pour les articles homonymes, voir Seta.
SETA, acronyme du finnois Seksuaalinen tasavertaisuus, signifiant en français « Égalité sexuelle », est la principale organisation pour les droits LGBT en Finlande. Cette organisation, fondée en 1974, est nationale et comporte plusieurs sections locales dans le pays. Turun seudun Seta (TuSeta), qui est la Seta pour la région de Turku, organise le festival de cinéma Vinokino chaque année depuis 1991. La secrétaire générale de la Seta est Kerttu Tarjamo et sa présidente est Pekka Rantala. La présidente de la Finlande, Tarja Halonen, était la présidente de la Seta en 1980-1981.

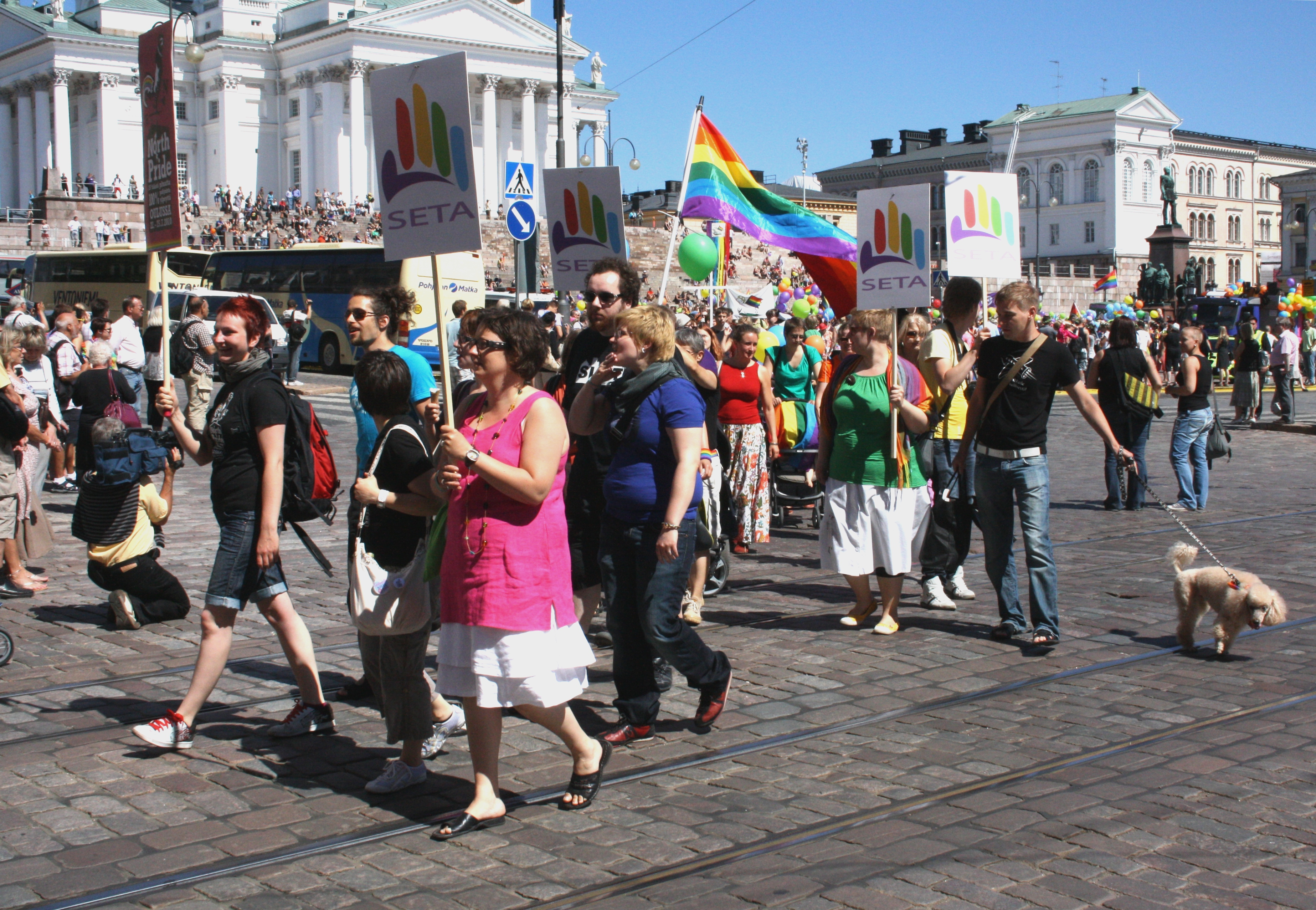
Militants de la SETA lors de la gay pride d'Helsinki en 2010.